# 1039
Cette page concerne l'année 1039  du calendrier julien.
L'année 1039 est une année commune qui commence un lundi.

## Événements
- Cha'bân 428 de l'hégire (28 avril-26 mai) : Le Ghaznévide Masûd de Ghaznî est vainqueur des Seldjoukides. Ils se retirent et sont de nouveau battus près de Merv. Masûd les chasse provisoirement du Khorassan (1039-1040)[1].
- 2 septembre : Masûd de Ghaznî célèbre la fête du sacrifice à Hérat qu'il vient de reprendre aux Seldjoukides[2].
- 17 décembre : Masûd de Ghaznî reprend Nichapur aux Seldjoukides[3].

### Europe
- 10 mars : Guillaume Aigret devient comte de Poitiers et duc d'Aquitaine.
- Juin : les seigneurs italiens assiègent Milan puis se débandent à l'annonce de la mort de l'empereur Conrad II le Salique[4].
- 4 juin[4] : début du règne d'Henri III le Noir, empereur romain germanique à la mort de Conrad II (fin en 1056)[5]. Autoritaire, il lutte contre la féodalité et jouit d’un grand pouvoir.
- 3 juillet : acte de donation du monastère de Vallombreuse en Toscane, fondé par Jean Gualbert de Florence, à l'origine de la congrégation des Vallombrosains[6].
- 2 septembre : assassinat de l'émir toujibide de Saragosse Al-Mundhir[7]. En octobre, Sulayman ibn Hud s'empare de Tudèle et de Saragosse et fonde la dynastie des Houdides[8].

- Début du règne effectif de Casimir Ier le Rénovateur (1015-1058), duc de Pologne (fin en 1058)[9]. Casimir rétablit son pouvoir en Pologne avec l’aide de son oncle Hermann, archevêque de Cologne, et de seigneurs germaniques. La Grande-Pologne de Gniezno-Poznań le reconnaît comme duc, mais la Mazovie résiste jusqu’en 1047. La Pologne retrouve son unité mais Casimir doit accepter le contrôle toujours plus important de l’aristocratie et reconnaître sa dépendance à l’égard de l’empereur Henri III. Il paye un tribut à la Bohême pour la possession de la Silésie et perd la Poméranie.
- Début du règne de Gruffydd ap Llywelyn, roi de Gwynnedd, au Pays de Galles (fin en 1063)[10].
- Éruption du Vésuve[11].
- Création de la plus ancienne communauté de chanoines réguliers à Saint-Ruf d'Avignon[12].
- Raoul Glaber mentionne en Neustrie une épidémie de Mal des Ardents (mortifer ardor) en même temps qu'une disette de vin et de blé[13].
- Troisième pèlerinage du comte d'Angers Foulques Nerra à Jérusalem ; il meurt sur le chemin du retour en 1040[14].